# Sombacour
Sombacour là một xã trong vùng hành chính Franche-Comté, thuộc tỉnh Doubs, quận Pontarlier, tổng Levier. Tọa độ địa lý của xã là 46° 57' vĩ độ bắc, 06° 15' kinh độ đông. Sombacour nằm trên độ cao trung bình là 750 mét trên mực nước biển, có điểm thấp nhất là 715 mét và điểm cao nhất là 907 mét. Xã có diện tích 19.30 km², dân số vào thời điểm 1999 là 524 người; mật độ dân số là 27 người/km².

## Thông tin nhân khẩu
| 1962 | 1968 | 1975 | 1982 | 1990 | 1999 |
| ---- | ---- | ---- | ---- | ---- | ---- |
| 448  | 463  | 464  | 512  | 514  | 524  |

## Địa điểm tham quan
Nhà thờ Saint-Gervais-Saint-Protais được xây từ năm 1493.